# The final breath before november
The final breath before november is het tweede studioalbum van Edison's Children. Het is een conceptalbum met als thema de avond voor Halloween. 
Het album bestaat voor het overgrote deel uit de suite Silhouette. Het nummer was oorspronkelijk bedoeld voor het album In the last waking moments, maar het duo bleef eraan sleutelen, toen het er uiteindelijk niet meer op en bij paste. Het album werd door diverse personen gemixt: Jakko Jakszyk, John Mitchell (ex-Arena), Michael Hunter (mixer van Marillion) en Robin Boult (ex begeleidingsband Fish).
Het album werd goed ontvangen binnen de niche van progressieve rock, alhoewel er ook aantekeningen waren dat het album wel erg op haar voorganger leek.

## Musici
- Pete Trewavas, Eric Blackwood – alle muziekinstrumenten, behalve
- Henry Rogers- slagwerk op enkele tracks
- Robin Boult – V-Udu op The clock strikes november
- Wendy Farrell-Pastore – achtergrondzang op Welcome to your nightmares

## Muziek
| Nr. | Titel                                                                                        | Duur  |
| --- | -------------------------------------------------------------------------------------------- | ----- |
| 1.  | Final breath                                                                                 | 4:04  |
| 2.  | Light years                                                                                  | 6:05  |
| 3.  | Light years (The fading)                                                                     | 1:27  |
| 4.  | Silhouette (Silence can be deafening (part 1))                                               | 6:47  |
| 5.  | Silhouette (Welcome to your dreamland)                                                       | 3:16  |
| 6.  | Silhouette (Where were you?)                                                                 | 12:05 |
| 7.  | Silhouette (The longing)                                                                     | 7:48  |
| 8.  | Silhouette (The morphlux)                                                                    | 3:12  |
| 9.  | Silhouette (I’m haunted)                                                                     | 2:51  |
| 10. | Silhouette (What did you want?)                                                              | 2:04  |
| 11. | Silhouette (The seventh sign (The wrong, the acolyte, the hollows, the road less travelled)) | 7:01  |
| 12. | Silhouette (The second coming of morplux)                                                    | 3:08  |
| 13. | Silhouette (Silence can be deafening (part 2))                                               | 5:13  |
| 14. | Silhouette (Welcome to your nightmare)                                                       | 3:07  |
| 15. | Silhouette (Music for the end credits of an existence)                                       | 9:10  |
| 16. | Silhouette (The clock strikes november)                                                      | 1:42  |